# Bleskensgraaf
Bleskensgraaf is een plaats in de gemeente Molenlanden in de Nederlandse provincie Zuid-Holland. Van 1986 tot 2013 was het onderdeel van de voormalige gemeente Graafstroom. Het dorp heeft een oppervlakte van 1272 hectare en ligt in het centrum van de Alblasserwaard. Op 1 januari 2023 telde Bleskensgraaf 2.935 inwoners en in 2012 telde de plaats 956 woningen.

## Naamgeving en geschiedenis
Het dorp kreeg zijn naam van een vroegere landheer, Willem van Blassekijn, een edelman in de Alblasserwaard. Door de jaren heen is de naam langzaam veranderd van Grauelant via onder andere Blaskens Graveland en Blassekijnsgraeve in Bleskensgraaf. Het is een heerlijkheid die oorspronkelijk deel uitmaakte van de heerlijkheid De Lek. De heerlijkheid kwam in 1706 in bezit van de Goudse burgemeester Gerard van Brandwijk en vervolgens van zijn gelijknamige zoon Gerard (1704-1762), die eveeneens burgemeester van Gouda was. De titel van de heerlijkheid is sinds begin 19e eeuw in handen van het geslacht Van der Elst (van Bleskensgraaf) die tot op heden het recht van visserij in de Graafstroom heeft. In 1855 werden de toenmalige gemeenten Bleskensgraaf en Hofwegen samengevoegd tot één gemeente met de naam Bleskensgraaf en Hofwegen.

## Geografie
Het dorp is gelegen aan het riviertje de Graafstroom. Zoals de naam al aangeeft is dit eigenlijk een gegraven kanaal, dat aansluit op het riviertje de Alblas. In het dorp is te zien hoe het rechte gegraven deel (de Graafstroom) ter hoogte van de Wijngaardseweg overgaat in de kronkelende rivier (De Alblas), die door Bleskensgraaf, Oud Alblas en Alblasserdam stroomt en daar in de Noord uitmondt.

## Bombardement
Bleskensgraaf heeft een betrekkelijk nieuwe dorpskern. De oude kern is door een bombardement in de vroege morgen (6:25) van 12 mei 1940, dus twee dagen na het begin van de Duitse aanval op Nederland in 1940 en nog vóór het bombardement op Rotterdam, volledig verwoest. Men denkt dat het bombardement vanwege geparkeerde legerauto's van de terugtrekkende soldaten plaatsvond. Zeven mensen kwamen om het leven. Veertig huizen werden vernietigd. Het raadhuis is met de grond gelijk gemaakt, terwijl de Nederlands Hervormde kerk onherstelbare schade opliep. De wederopbouw begon snel en nam een aantal jaren in beslag. In september 1948 werd de nieuwe kerk officieel in gebruik genomen. De laatste fase van de wederopbouw werd afgerond met de opening van het gemeentehuis op 12 mei 1955.

## Bouwwerken
Oude gebouwen die er nog wel zijn, zijn de korenmolen De Vriendschap uit 1890 en twee wipmolens, genaamd De Hofwegensemolen en de Wingerdse Molen uit 1513, en vele oude boerderijen. Er zijn nog meer molens in Bleskensgraaf te vinden, zoals het restant van de molen van de buurtschap Gijbeland maar ook molen Het Haantje en De Tjasker. Deze molens staan in het weiland bij De Wingerdse Molen. De Tjasker bemaalt het weilandje en in Het Haantje wordt graan gemalen en schelpen, graan en nog veel meer gestampt.

## Kerken
Bleskensgraaf heeft twee kerken:
- Hervormde kerk
- Hersteld Hervormde Kerk

## Afbeeldingen

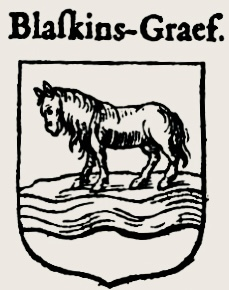
Het oorspronkelijke wapen van de heerlijkheid Bleskengraaf (18e eeuw)
Wapen van de gemeente Bleskensgraaf en Hofwegen
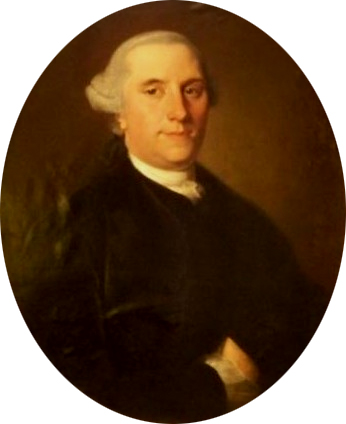
Gerard van Brandwijk, heer van Bleskensgraaf (1704- 1762)
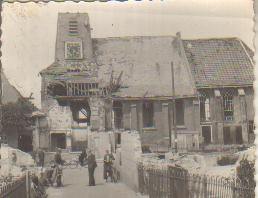
De beschadigde kerk na het bombardement
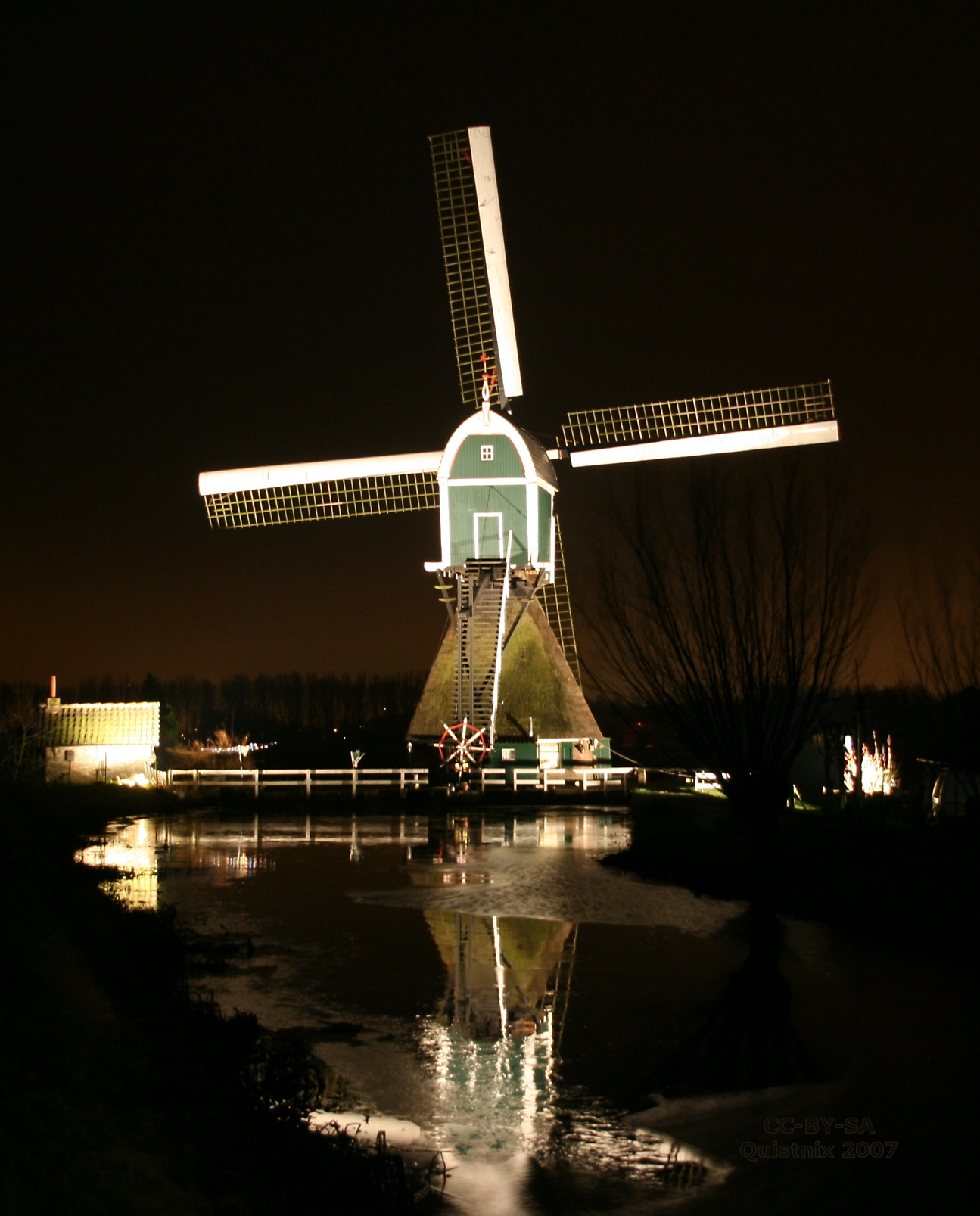
Wingerdse Molen
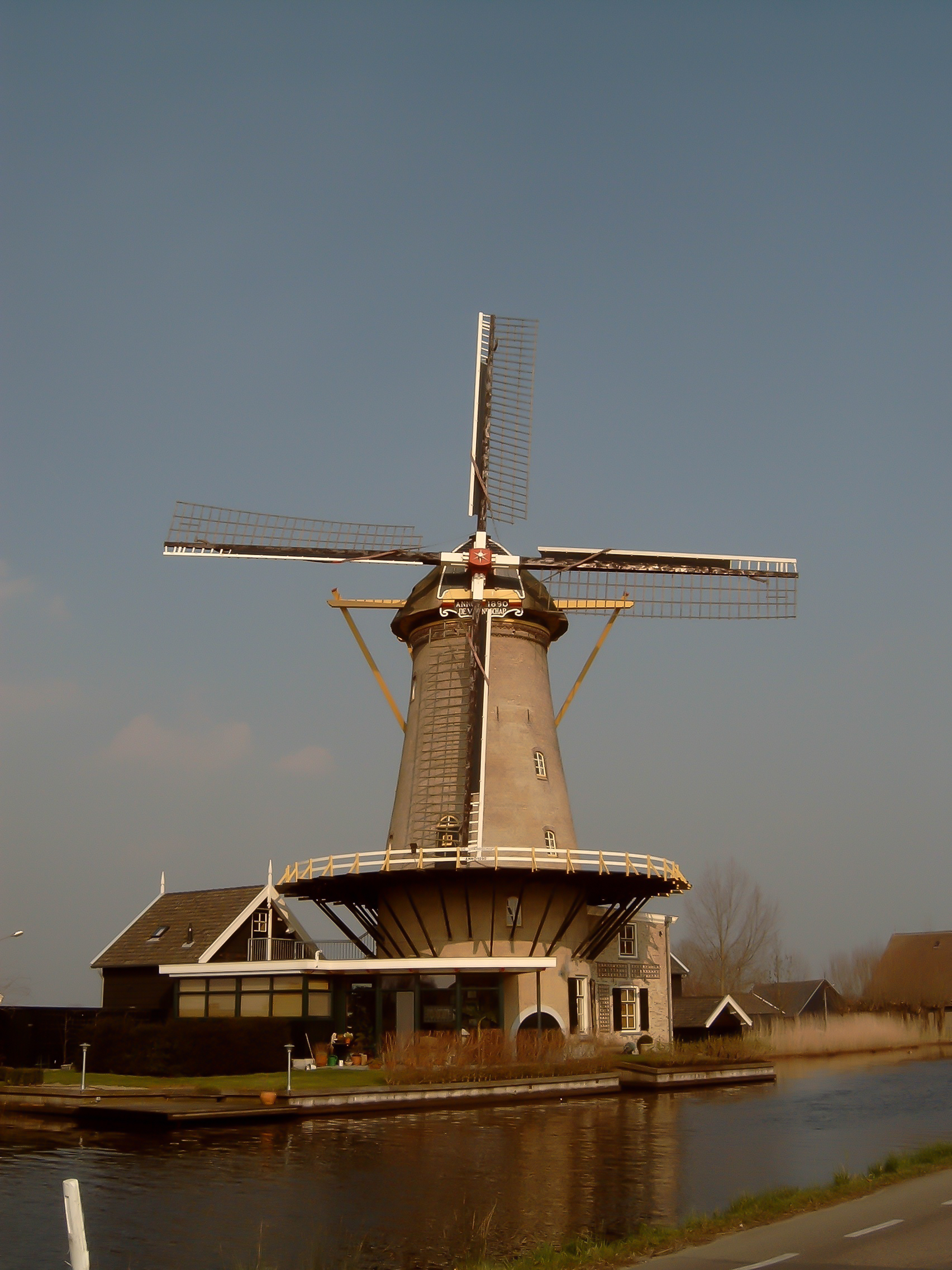
Molen 'De Vriendschap'
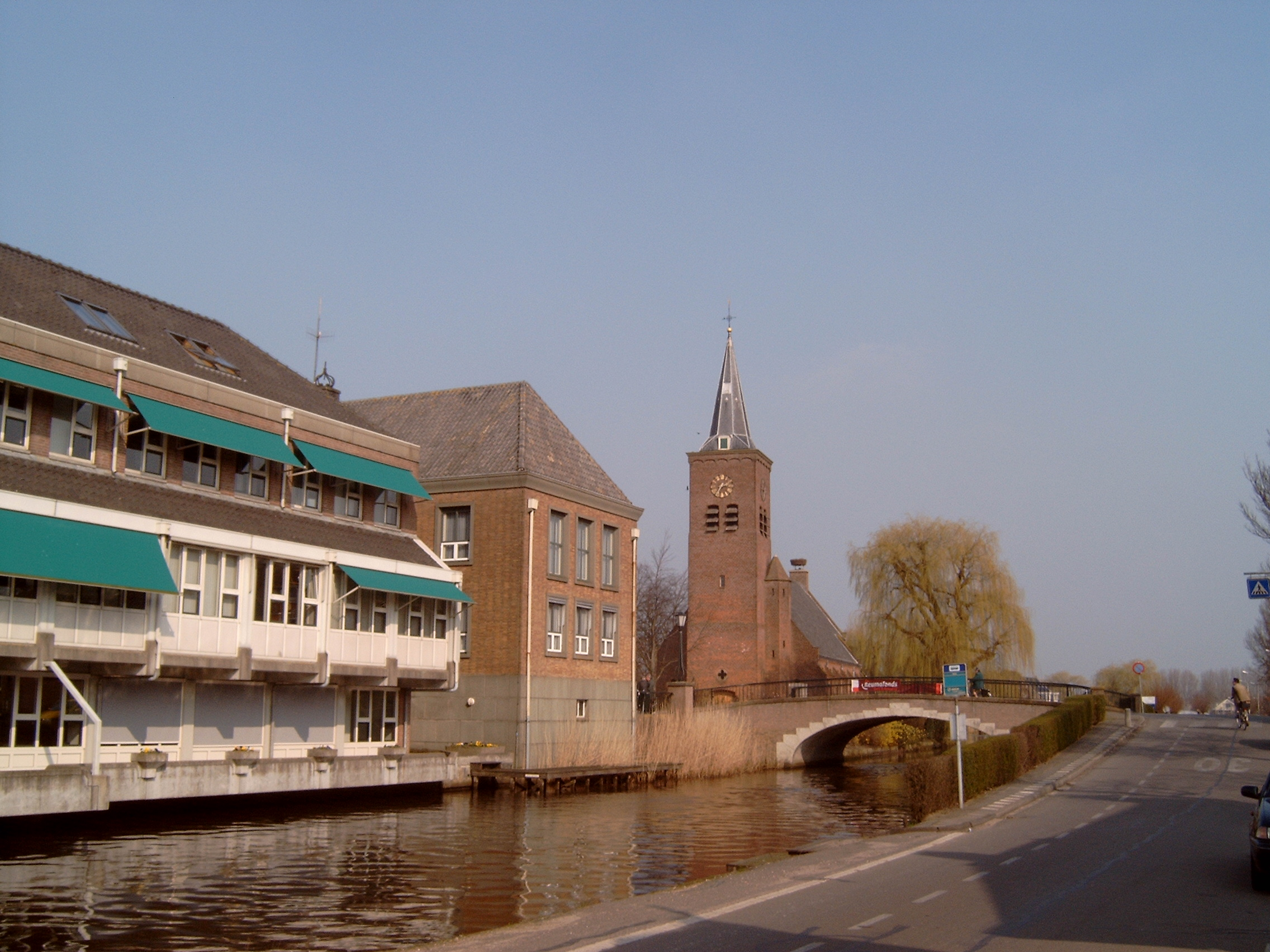
Links: Gemeentehuis van de gemeente Graafstroom Rechts: Huidige Nederlands Hervormde Kerk
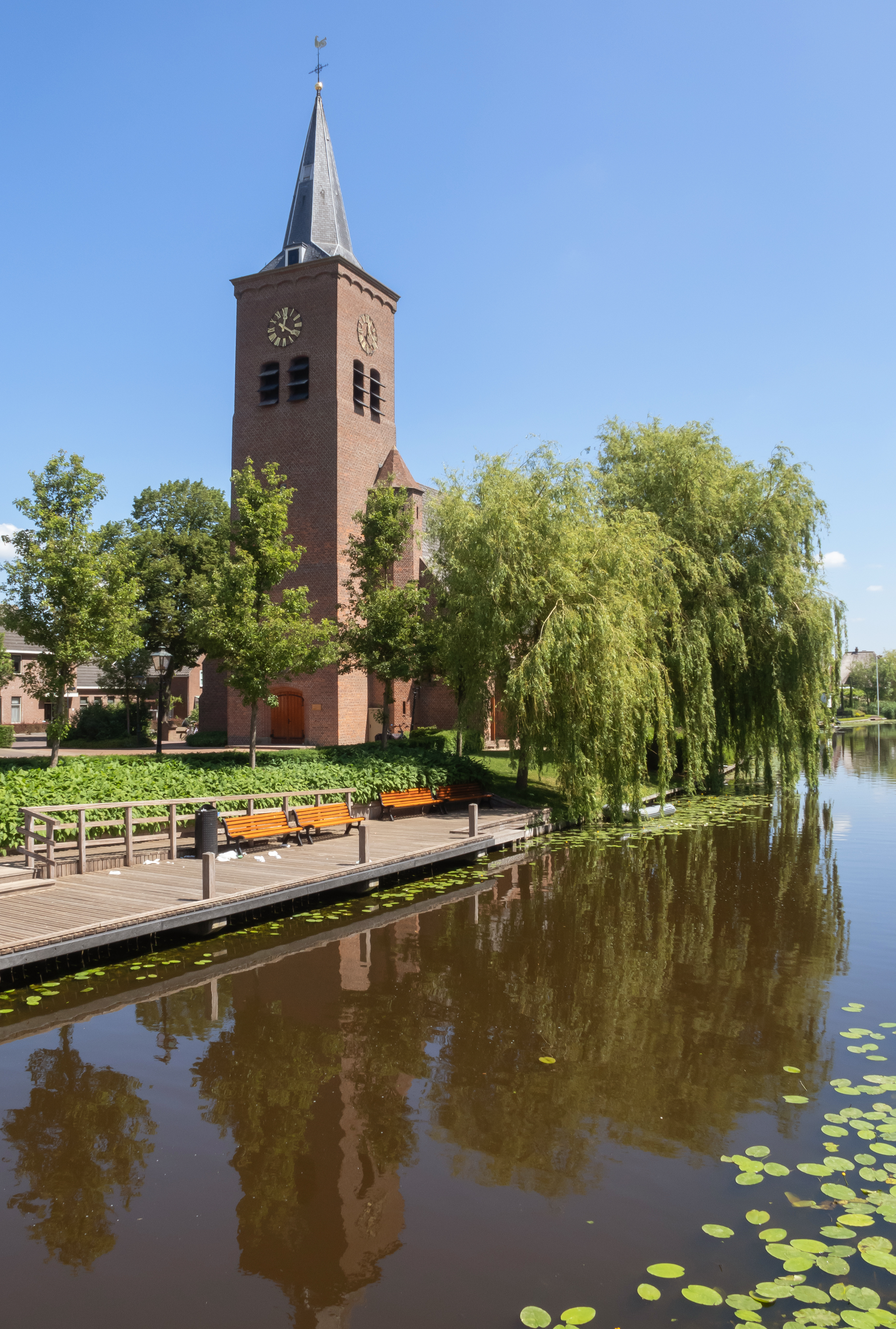
Hervormde kerk 2021

## Geboren in Bleskensgraaf
- Jan Aantjes (1920-2015), politicus
- Klaas Aantjes (1894-1951), politicus
- Willem Aantjes (1923-2015), politicus
- Gerrit van Dam (1922-1999), politicus